# ستيف راسيل (لاعب كرة قدم أمريكية)
ستيف راسيل (بالإنجليزية: Steve Russ)‏ هو لاعب كرة قدم أمريكية أمريكي، ولد في 16 سبتمبر 1972 في ستيتسونفيل في الولايات المتحدة.

## وصلات خارجية
- ستيف راسيل على موقع مرجع كرة القدم المحترفة.كوم (الإنجليزية)
- ستيف راسيل على موقع JustSportsStats.com (الإنجليزية)